# Tolson's Chapel and School
La Tolson's Chapel and School est une chapelle et ancienne école américaine à Sharpsburg, dans le comté de Washington, dans le Maryland. Construite en 1866 et utilisée par la communauté afro-américaine pendant la Reconstruction, elle est inscrite au Registre national des lieux historiques depuis le 21 octobre 2008 et est classée National Historic Landmark depuis le 13 janvier 2021.
La chapelle est un bâtiment en bois d'un seul niveau, fait de rondins, recouverts à l'extérieur de planches et lattes, avec un toit à pignon couronné par un beffroi carré. La façade et les murs extérieurs sont sans ornements, peints en blanc. L'entrée principale est surmontée d'une imposte et d'une petite fenêtre à guillotine dans le pignon ; des fenêtres à guillotine figurent sur chacun des côtés. 
L'intérieur se compose d'une seule salle, avec des bancs disposés autour d'une allée ; une estrade et une chaire surélevées sont situées à l'extrémité. Les murs latéraux arborent encore des tableaux noirs, vestige de l'utilisation du bâtiment comme école de district.
La chapelle a été construite en 1866 par des Afro-américains de Sharpsburg sur un terrain donné par Samuel Craig, un Noir libre local. Son premier ministre a été John Tolson, un pasteur méthodiste ; la chapelle a été nommée en son honneur après sa mort à l'âge de 30 ans en 1870. Elle a servi également d'école pour les Afro-américains locaux jusqu'en 1899. La chapelle est restée en usage actif jusqu'en 1994. Elle a été officiellement désacralisée en 1998 et reprise par une organisation locale à but non lucratif en 2000.